# ستيفن لامبرت
ستيفن لامبرت (بالإنجليزية: Stephen Lambert) هو لاعب هوكي الحقل أسترالي، ولد في 21 ديسمبر 1979 في ماكاي في أستراليا.

## وصلات خارجية
- ستيفن لامبرت على موقع أوليمبيديا (الإنجليزية)
- ستيفن لامبرت على موقع اللجنة الأولمبية الأسترالية (الإنجليزية)
- ستيفن لامبرت على موقع اتحاد ألعاب الكومنولث (مؤرشف) (الإنجليزية)
- ستيفن لامبرت على موقع دورة ألعاب الكومنولث 2006 (مؤرشف) (الإنجليزية)